# Liste der Geotope im Landkreis Diepholz
Die Liste der Geotope im Landkreis Diepholz nennt die Geotope im Landkreis Diepholz in Niedersachsen.
| Geotop-Nr. | Bezeichnung                                           | Ort                                     | Bemerkung | Koordinaten                     | Bild           |
| ---------- | ----------------------------------------------------- | --------------------------------------- | --- | ------------------------------- | -------------- |
| 3018/01    | Findling "De krumme Snider"                           | am NE Ortsrand von Ristedt, Wegkreuzung | Geotoptyp: Findling. Länge 1,1 m, Breite 0,7 m, Höhe 1,4 m. Stratigraphie: Quartär-Pleistozän, Drenthe-Vereisung. Petrographie: Granit, grobkörnig. Naturdenkmal ND-DH 24. | 52° 56′ 40,3″ N, 8° 46′ 15,3″ O |                |
| 3117/01    | Aufschluss-mittelmiozäner Glimmerton: Tongrube Sunder | ca. 2,5 km NW Twistringen               | Geotoptyp: Schichtfolgen. Länge 200 m, Höhe 15 m. Größe: 20000 m²; Zwischen 1806 und 1992 wurde in der Tongrube Sunder in Twistringen Tonsteine abgebaut. Die Tongrube war Refugium für Wissenschaftler und Hobbypaläontologen, die in den etwa 15 Millionen Jahre alten Schichten des Miozäns vor allem nach Mollusken suchten. Die letzte wissenschaftliche Zusammenfassung erfolgte 1992, zeitgleich mit dem Ende des Abbaues. Stratigraphie: Tertiär - Mittelmiozän, Reinbek-Dingdener Stufe. | 52° 48′ 50,4″ N, 8° 36′ 25,2″ O |                |
| 3217/01    | Findling "Alderter Opferstein"                        | N von Straße Barnstorf-Twistringen      | Geotoptyp: Findling. Quaderförmig. Länge 2 m, Breite 1,7 m, Höhe 0,9 m. Stratigraphie: Quartär - Pleistozän, Saale-Vereisung. Petrographie: Granit, mittelkörnig, rötlich. Naturdenkmal ND-DH 4. | 52° 42′ 55″ N, 8° 30′ 56,3″ O   |                |
| 3218/01    | Hochmoor "Pastorendiek"                               | Sudwalde                                | Geotoptyp: Hochmoor. Stratigraphie: Quartär. Naturschutzgebiet NSG-HA 001 "Pastorendiek". | 52° 45′ 50,4″ N, 8° 48′ 55,6″ O | Pastorendiek   |
| 3316/01    | Findling                                              | 5 km N Diepholz in Aschen, Schulhof     | Geotoptyp: Findling. Länge 2,6 m, Breite m, Höhe 1,6 m. Stratigraphie: Quartär-Pleistozän, Saale-Vereisung. Petrographie: Granit, eckige Kanten, schwarz-weiß-farben und blassrötlich, mittelkörnig. Naturdenkmal ND-DH 13. | 52° 39′ 4,5″ N, 8° 21′ 20,6″ O  |                |
| 3319/01    | Hochmoor "Siedener Moor"                              | Maasen                                  | Geotoptyp: Hochmoor. Größe 825,0 ha. Stratigraphie: Quartär. Naturschutzgebiet NSG-HA-112 "Siedener Moor". | 52° 38′ 28,3″ N, 8° 54′ 12,9″ O | weitere Bilder |
| 3418/01    | Ringförmiger Dünenwall mit Moor                       | ca. 5 km WSW Scharringhausen            | Geotoptypen: Düne, Dünenlandschaft, Moor. Länge 600 m, Breite 250 m, Höhe 4 m. Größe 100 000 m². Von Hochmoortorf erfüllte Senke, die als äolische Ausblasungswanne zu deuten ist. Stratigraphie: Quartär-Holozän. Im Landschaftsschutzgebiet LSG-DH 35. | 52° 35′ 20,4″ N, 8° 44′ 9,6″ O  |                |
| 3418/02    | Hochmoor "Großes Renzeler Moor"                       | Barenburg                               | Geotoptyp: Hochmoor. Größe 231,6 ha. Stratigraphie: Quartär. Naturschutzgebiet NSG-HA 033 "Großes Renzeler Moor". | 52° 34′ 26″ N, 8° 44′ 57″ O     | weitere Bilder |
| 3419/01    | Hochmoor "Hohes Moor"                                 | Kirchdorf                               | Geotoptyp: Hochmoor. Größe 633,0 ha. Stratigraphie: Quartär. Naturschutzgebiet NSG-HA 159 "Hohes Moor (Hannover)". | 52° 35′ 25,1″ N, 8° 53′ 13,1″ O | weitere Bilder |